# Ephippiochthonius caucasicus
Espèce
Ephippiochthonius caucasicus est une espèce de pseudoscorpions de la famille des Chthoniidae.

## Distribution
Cette espèce est endémique du kraï de Krasnodar en Russie. Elle se rencontre dans la réserve naturelle et biosphérique du Caucase.

## Description
Les mâles mesurent de 1,32 à 1,35 mm et les femelles de 1,65 à 1,90 mm.

## Étymologie
Son nom d'espèce lui a été donné en référence au lieu de sa découverte, le Caucase.

## Publication originale
- Nassirkhani, Snegovaya & Chumachenko, 2019 : Description of a new epigean species of the genus Ephippiochthonius (Pseudoscorpiones: Chthoniidae) from Russia. Acta Arachnologica, vol. 68, no 1, p. 1–5 (texte intégral).